# Xã White River, Michigan
Xã White River (tiếng Anh: White River Township) là một xã thuộc quận Muskegon, tiểu bang Michigan, Hoa Kỳ. Năm 2010, dân số của xã này là 1.335 người.